# 拉马格德莱娜
拉马格德莱娜（法語：Lamagdelaine，法語發音：[lamaɡdəlɛn]）是法国洛特省的一个市镇，属于卡奥尔区。

## 地理
拉马格德莱娜（44°28'3"N, 1°29'22"E）面积10.58 平方千米，位于法国奧克西塔尼大區洛特省，该省份为法国西南部内陆省份，北起顺时针与科雷兹省、康塔爾省、阿韦龙省、塔恩-加龙省、洛特-加龍省和多尔多涅省接壤。
与拉马格德莱娜接壤的市镇（或旧市镇、城区）包括：阿尔康巴勒、卡奥尔、贝勒丰-拉罗兹、圣热里韦尔。

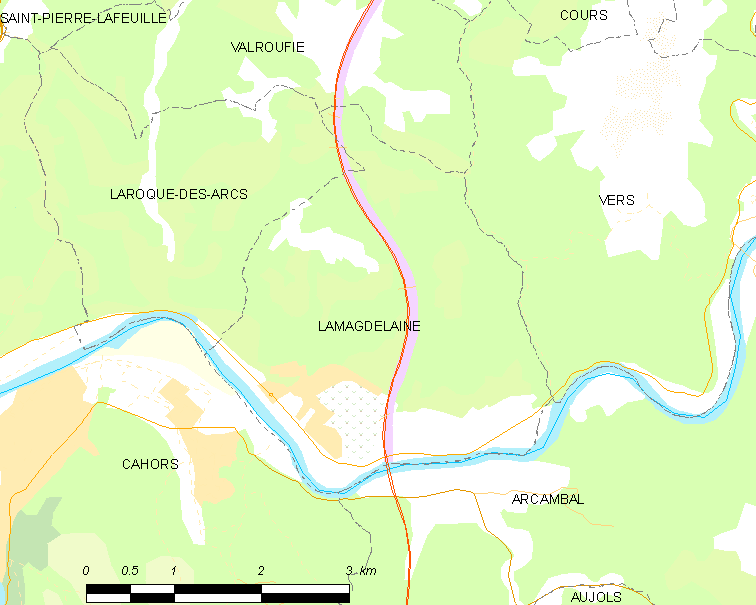
拉马格德莱娜的OSM定位图

拉马格德莱娜的时区为UTC+01:00、UTC+02:00（夏令时）。

## 行政
拉马格德莱娜的邮政编码为46090，INSEE市镇编码为46149。

## 政治
拉马格德莱娜所属的省级选区为卡奥尔第二县。

## 人口

1962-2008年间拉马格德莱娜人口变化图示

拉马格德莱娜于2022年1月1日时的人口数量为716人。